# 가정중학교
가정중학교(柯亭中學校)는 대한민국 강원특별자치도 춘천시 남면 가정리에 있는 공립 중학교이다.

## 학교 연혁
- 2013년 4월 1일 : 학교 설립 기본계획 수립(9학급 108명)
- 2014년 8월 18일 : 공립 대안학교 시설공사 착공
- 2016년 5월 24일 : 대안교육 특성화중학교 지정
- 2016년 5월 25일 : 자율학교 지정
- 2016년 8월 30일 : 교사(校舍) 완공
- 2017년 2월 9일 : 제1대 가정중학교 교장 이수광 취임
- 2017년 3월 6일 : 제1회 입학식 (남여 37명)
- 2019년 12월 28일 : 제1회 졸업식 (남여 35명)
- 2023년 3월 1일 : 제3대 가정중학교 교장 박경화 취임
- 2025년 1월 15일 : 제6회 졸업식(남여 31명)
- 2025년 3월 4일 : 제9회 입학식(남여 36명)

## 참고 자료
- 가정중학교 - 한국교육학술정보원 학교알리미